# Открытая линия
|   | a | b | c | d | e | f | g | h |   |
| - | --- | --- | --- | --- | --- | --- | --- | --- | - |
| 8 | e8 чёрный крест · a7 чёрная пешка · b7 чёрная пешка · c7 чёрная пешка · d7 чёрная пешка · e7 чёрный крест · f7 чёрная пешка · g7 чёрная пешка · h7 чёрная пешка · e6 чёрный крест · e5 чёрный крест · e4 чёрный крест · e3 чёрный крест · a2 белая пешка · b2 белая пешка · c2 белая пешка · d2 белая пешка · e2 белая ладья · f2 белая пешка · g2 белая пешка · h2 белая пешка · e1 белая ладья | e8 чёрный крест · a7 чёрная пешка · b7 чёрная пешка · c7 чёрная пешка · d7 чёрная пешка · e7 чёрный крест · f7 чёрная пешка · g7 чёрная пешка · h7 чёрная пешка · e6 чёрный крест · e5 чёрный крест · e4 чёрный крест · e3 чёрный крест · a2 белая пешка · b2 белая пешка · c2 белая пешка · d2 белая пешка · e2 белая ладья · f2 белая пешка · g2 белая пешка · h2 белая пешка · e1 белая ладья | e8 чёрный крест · a7 чёрная пешка · b7 чёрная пешка · c7 чёрная пешка · d7 чёрная пешка · e7 чёрный крест · f7 чёрная пешка · g7 чёрная пешка · h7 чёрная пешка · e6 чёрный крест · e5 чёрный крест · e4 чёрный крест · e3 чёрный крест · a2 белая пешка · b2 белая пешка · c2 белая пешка · d2 белая пешка · e2 белая ладья · f2 белая пешка · g2 белая пешка · h2 белая пешка · e1 белая ладья | e8 чёрный крест · a7 чёрная пешка · b7 чёрная пешка · c7 чёрная пешка · d7 чёрная пешка · e7 чёрный крест · f7 чёрная пешка · g7 чёрная пешка · h7 чёрная пешка · e6 чёрный крест · e5 чёрный крест · e4 чёрный крест · e3 чёрный крест · a2 белая пешка · b2 белая пешка · c2 белая пешка · d2 белая пешка · e2 белая ладья · f2 белая пешка · g2 белая пешка · h2 белая пешка · e1 белая ладья | e8 чёрный крест · a7 чёрная пешка · b7 чёрная пешка · c7 чёрная пешка · d7 чёрная пешка · e7 чёрный крест · f7 чёрная пешка · g7 чёрная пешка · h7 чёрная пешка · e6 чёрный крест · e5 чёрный крест · e4 чёрный крест · e3 чёрный крест · a2 белая пешка · b2 белая пешка · c2 белая пешка · d2 белая пешка · e2 белая ладья · f2 белая пешка · g2 белая пешка · h2 белая пешка · e1 белая ладья | e8 чёрный крест · a7 чёрная пешка · b7 чёрная пешка · c7 чёрная пешка · d7 чёрная пешка · e7 чёрный крест · f7 чёрная пешка · g7 чёрная пешка · h7 чёрная пешка · e6 чёрный крест · e5 чёрный крест · e4 чёрный крест · e3 чёрный крест · a2 белая пешка · b2 белая пешка · c2 белая пешка · d2 белая пешка · e2 белая ладья · f2 белая пешка · g2 белая пешка · h2 белая пешка · e1 белая ладья | e8 чёрный крест · a7 чёрная пешка · b7 чёрная пешка · c7 чёрная пешка · d7 чёрная пешка · e7 чёрный крест · f7 чёрная пешка · g7 чёрная пешка · h7 чёрная пешка · e6 чёрный крест · e5 чёрный крест · e4 чёрный крест · e3 чёрный крест · a2 белая пешка · b2 белая пешка · c2 белая пешка · d2 белая пешка · e2 белая ладья · f2 белая пешка · g2 белая пешка · h2 белая пешка · e1 белая ладья | e8 чёрный крест · a7 чёрная пешка · b7 чёрная пешка · c7 чёрная пешка · d7 чёрная пешка · e7 чёрный крест · f7 чёрная пешка · g7 чёрная пешка · h7 чёрная пешка · e6 чёрный крест · e5 чёрный крест · e4 чёрный крест · e3 чёрный крест · a2 белая пешка · b2 белая пешка · c2 белая пешка · d2 белая пешка · e2 белая ладья · f2 белая пешка · g2 белая пешка · h2 белая пешка · e1 белая ладья | 8 |
| 7 | e8 чёрный крест · a7 чёрная пешка · b7 чёрная пешка · c7 чёрная пешка · d7 чёрная пешка · e7 чёрный крест · f7 чёрная пешка · g7 чёрная пешка · h7 чёрная пешка · e6 чёрный крест · e5 чёрный крест · e4 чёрный крест · e3 чёрный крест · a2 белая пешка · b2 белая пешка · c2 белая пешка · d2 белая пешка · e2 белая ладья · f2 белая пешка · g2 белая пешка · h2 белая пешка · e1 белая ладья | e8 чёрный крест · a7 чёрная пешка · b7 чёрная пешка · c7 чёрная пешка · d7 чёрная пешка · e7 чёрный крест · f7 чёрная пешка · g7 чёрная пешка · h7 чёрная пешка · e6 чёрный крест · e5 чёрный крест · e4 чёрный крест · e3 чёрный крест · a2 белая пешка · b2 белая пешка · c2 белая пешка · d2 белая пешка · e2 белая ладья · f2 белая пешка · g2 белая пешка · h2 белая пешка · e1 белая ладья | e8 чёрный крест · a7 чёрная пешка · b7 чёрная пешка · c7 чёрная пешка · d7 чёрная пешка · e7 чёрный крест · f7 чёрная пешка · g7 чёрная пешка · h7 чёрная пешка · e6 чёрный крест · e5 чёрный крест · e4 чёрный крест · e3 чёрный крест · a2 белая пешка · b2 белая пешка · c2 белая пешка · d2 белая пешка · e2 белая ладья · f2 белая пешка · g2 белая пешка · h2 белая пешка · e1 белая ладья | e8 чёрный крест · a7 чёрная пешка · b7 чёрная пешка · c7 чёрная пешка · d7 чёрная пешка · e7 чёрный крест · f7 чёрная пешка · g7 чёрная пешка · h7 чёрная пешка · e6 чёрный крест · e5 чёрный крест · e4 чёрный крест · e3 чёрный крест · a2 белая пешка · b2 белая пешка · c2 белая пешка · d2 белая пешка · e2 белая ладья · f2 белая пешка · g2 белая пешка · h2 белая пешка · e1 белая ладья | e8 чёрный крест · a7 чёрная пешка · b7 чёрная пешка · c7 чёрная пешка · d7 чёрная пешка · e7 чёрный крест · f7 чёрная пешка · g7 чёрная пешка · h7 чёрная пешка · e6 чёрный крест · e5 чёрный крест · e4 чёрный крест · e3 чёрный крест · a2 белая пешка · b2 белая пешка · c2 белая пешка · d2 белая пешка · e2 белая ладья · f2 белая пешка · g2 белая пешка · h2 белая пешка · e1 белая ладья | e8 чёрный крест · a7 чёрная пешка · b7 чёрная пешка · c7 чёрная пешка · d7 чёрная пешка · e7 чёрный крест · f7 чёрная пешка · g7 чёрная пешка · h7 чёрная пешка · e6 чёрный крест · e5 чёрный крест · e4 чёрный крест · e3 чёрный крест · a2 белая пешка · b2 белая пешка · c2 белая пешка · d2 белая пешка · e2 белая ладья · f2 белая пешка · g2 белая пешка · h2 белая пешка · e1 белая ладья | e8 чёрный крест · a7 чёрная пешка · b7 чёрная пешка · c7 чёрная пешка · d7 чёрная пешка · e7 чёрный крест · f7 чёрная пешка · g7 чёрная пешка · h7 чёрная пешка · e6 чёрный крест · e5 чёрный крест · e4 чёрный крест · e3 чёрный крест · a2 белая пешка · b2 белая пешка · c2 белая пешка · d2 белая пешка · e2 белая ладья · f2 белая пешка · g2 белая пешка · h2 белая пешка · e1 белая ладья | e8 чёрный крест · a7 чёрная пешка · b7 чёрная пешка · c7 чёрная пешка · d7 чёрная пешка · e7 чёрный крест · f7 чёрная пешка · g7 чёрная пешка · h7 чёрная пешка · e6 чёрный крест · e5 чёрный крест · e4 чёрный крест · e3 чёрный крест · a2 белая пешка · b2 белая пешка · c2 белая пешка · d2 белая пешка · e2 белая ладья · f2 белая пешка · g2 белая пешка · h2 белая пешка · e1 белая ладья | 7 |
| 6 | e8 чёрный крест · a7 чёрная пешка · b7 чёрная пешка · c7 чёрная пешка · d7 чёрная пешка · e7 чёрный крест · f7 чёрная пешка · g7 чёрная пешка · h7 чёрная пешка · e6 чёрный крест · e5 чёрный крест · e4 чёрный крест · e3 чёрный крест · a2 белая пешка · b2 белая пешка · c2 белая пешка · d2 белая пешка · e2 белая ладья · f2 белая пешка · g2 белая пешка · h2 белая пешка · e1 белая ладья | e8 чёрный крест · a7 чёрная пешка · b7 чёрная пешка · c7 чёрная пешка · d7 чёрная пешка · e7 чёрный крест · f7 чёрная пешка · g7 чёрная пешка · h7 чёрная пешка · e6 чёрный крест · e5 чёрный крест · e4 чёрный крест · e3 чёрный крест · a2 белая пешка · b2 белая пешка · c2 белая пешка · d2 белая пешка · e2 белая ладья · f2 белая пешка · g2 белая пешка · h2 белая пешка · e1 белая ладья | e8 чёрный крест · a7 чёрная пешка · b7 чёрная пешка · c7 чёрная пешка · d7 чёрная пешка · e7 чёрный крест · f7 чёрная пешка · g7 чёрная пешка · h7 чёрная пешка · e6 чёрный крест · e5 чёрный крест · e4 чёрный крест · e3 чёрный крест · a2 белая пешка · b2 белая пешка · c2 белая пешка · d2 белая пешка · e2 белая ладья · f2 белая пешка · g2 белая пешка · h2 белая пешка · e1 белая ладья | e8 чёрный крест · a7 чёрная пешка · b7 чёрная пешка · c7 чёрная пешка · d7 чёрная пешка · e7 чёрный крест · f7 чёрная пешка · g7 чёрная пешка · h7 чёрная пешка · e6 чёрный крест · e5 чёрный крест · e4 чёрный крест · e3 чёрный крест · a2 белая пешка · b2 белая пешка · c2 белая пешка · d2 белая пешка · e2 белая ладья · f2 белая пешка · g2 белая пешка · h2 белая пешка · e1 белая ладья | e8 чёрный крест · a7 чёрная пешка · b7 чёрная пешка · c7 чёрная пешка · d7 чёрная пешка · e7 чёрный крест · f7 чёрная пешка · g7 чёрная пешка · h7 чёрная пешка · e6 чёрный крест · e5 чёрный крест · e4 чёрный крест · e3 чёрный крест · a2 белая пешка · b2 белая пешка · c2 белая пешка · d2 белая пешка · e2 белая ладья · f2 белая пешка · g2 белая пешка · h2 белая пешка · e1 белая ладья | e8 чёрный крест · a7 чёрная пешка · b7 чёрная пешка · c7 чёрная пешка · d7 чёрная пешка · e7 чёрный крест · f7 чёрная пешка · g7 чёрная пешка · h7 чёрная пешка · e6 чёрный крест · e5 чёрный крест · e4 чёрный крест · e3 чёрный крест · a2 белая пешка · b2 белая пешка · c2 белая пешка · d2 белая пешка · e2 белая ладья · f2 белая пешка · g2 белая пешка · h2 белая пешка · e1 белая ладья | e8 чёрный крест · a7 чёрная пешка · b7 чёрная пешка · c7 чёрная пешка · d7 чёрная пешка · e7 чёрный крест · f7 чёрная пешка · g7 чёрная пешка · h7 чёрная пешка · e6 чёрный крест · e5 чёрный крест · e4 чёрный крест · e3 чёрный крест · a2 белая пешка · b2 белая пешка · c2 белая пешка · d2 белая пешка · e2 белая ладья · f2 белая пешка · g2 белая пешка · h2 белая пешка · e1 белая ладья | e8 чёрный крест · a7 чёрная пешка · b7 чёрная пешка · c7 чёрная пешка · d7 чёрная пешка · e7 чёрный крест · f7 чёрная пешка · g7 чёрная пешка · h7 чёрная пешка · e6 чёрный крест · e5 чёрный крест · e4 чёрный крест · e3 чёрный крест · a2 белая пешка · b2 белая пешка · c2 белая пешка · d2 белая пешка · e2 белая ладья · f2 белая пешка · g2 белая пешка · h2 белая пешка · e1 белая ладья | 6 |
| 5 | e8 чёрный крест · a7 чёрная пешка · b7 чёрная пешка · c7 чёрная пешка · d7 чёрная пешка · e7 чёрный крест · f7 чёрная пешка · g7 чёрная пешка · h7 чёрная пешка · e6 чёрный крест · e5 чёрный крест · e4 чёрный крест · e3 чёрный крест · a2 белая пешка · b2 белая пешка · c2 белая пешка · d2 белая пешка · e2 белая ладья · f2 белая пешка · g2 белая пешка · h2 белая пешка · e1 белая ладья | e8 чёрный крест · a7 чёрная пешка · b7 чёрная пешка · c7 чёрная пешка · d7 чёрная пешка · e7 чёрный крест · f7 чёрная пешка · g7 чёрная пешка · h7 чёрная пешка · e6 чёрный крест · e5 чёрный крест · e4 чёрный крест · e3 чёрный крест · a2 белая пешка · b2 белая пешка · c2 белая пешка · d2 белая пешка · e2 белая ладья · f2 белая пешка · g2 белая пешка · h2 белая пешка · e1 белая ладья | e8 чёрный крест · a7 чёрная пешка · b7 чёрная пешка · c7 чёрная пешка · d7 чёрная пешка · e7 чёрный крест · f7 чёрная пешка · g7 чёрная пешка · h7 чёрная пешка · e6 чёрный крест · e5 чёрный крест · e4 чёрный крест · e3 чёрный крест · a2 белая пешка · b2 белая пешка · c2 белая пешка · d2 белая пешка · e2 белая ладья · f2 белая пешка · g2 белая пешка · h2 белая пешка · e1 белая ладья | e8 чёрный крест · a7 чёрная пешка · b7 чёрная пешка · c7 чёрная пешка · d7 чёрная пешка · e7 чёрный крест · f7 чёрная пешка · g7 чёрная пешка · h7 чёрная пешка · e6 чёрный крест · e5 чёрный крест · e4 чёрный крест · e3 чёрный крест · a2 белая пешка · b2 белая пешка · c2 белая пешка · d2 белая пешка · e2 белая ладья · f2 белая пешка · g2 белая пешка · h2 белая пешка · e1 белая ладья | e8 чёрный крест · a7 чёрная пешка · b7 чёрная пешка · c7 чёрная пешка · d7 чёрная пешка · e7 чёрный крест · f7 чёрная пешка · g7 чёрная пешка · h7 чёрная пешка · e6 чёрный крест · e5 чёрный крест · e4 чёрный крест · e3 чёрный крест · a2 белая пешка · b2 белая пешка · c2 белая пешка · d2 белая пешка · e2 белая ладья · f2 белая пешка · g2 белая пешка · h2 белая пешка · e1 белая ладья | e8 чёрный крест · a7 чёрная пешка · b7 чёрная пешка · c7 чёрная пешка · d7 чёрная пешка · e7 чёрный крест · f7 чёрная пешка · g7 чёрная пешка · h7 чёрная пешка · e6 чёрный крест · e5 чёрный крест · e4 чёрный крест · e3 чёрный крест · a2 белая пешка · b2 белая пешка · c2 белая пешка · d2 белая пешка · e2 белая ладья · f2 белая пешка · g2 белая пешка · h2 белая пешка · e1 белая ладья | e8 чёрный крест · a7 чёрная пешка · b7 чёрная пешка · c7 чёрная пешка · d7 чёрная пешка · e7 чёрный крест · f7 чёрная пешка · g7 чёрная пешка · h7 чёрная пешка · e6 чёрный крест · e5 чёрный крест · e4 чёрный крест · e3 чёрный крест · a2 белая пешка · b2 белая пешка · c2 белая пешка · d2 белая пешка · e2 белая ладья · f2 белая пешка · g2 белая пешка · h2 белая пешка · e1 белая ладья | e8 чёрный крест · a7 чёрная пешка · b7 чёрная пешка · c7 чёрная пешка · d7 чёрная пешка · e7 чёрный крест · f7 чёрная пешка · g7 чёрная пешка · h7 чёрная пешка · e6 чёрный крест · e5 чёрный крест · e4 чёрный крест · e3 чёрный крест · a2 белая пешка · b2 белая пешка · c2 белая пешка · d2 белая пешка · e2 белая ладья · f2 белая пешка · g2 белая пешка · h2 белая пешка · e1 белая ладья | 5 |
| 4 | e8 чёрный крест · a7 чёрная пешка · b7 чёрная пешка · c7 чёрная пешка · d7 чёрная пешка · e7 чёрный крест · f7 чёрная пешка · g7 чёрная пешка · h7 чёрная пешка · e6 чёрный крест · e5 чёрный крест · e4 чёрный крест · e3 чёрный крест · a2 белая пешка · b2 белая пешка · c2 белая пешка · d2 белая пешка · e2 белая ладья · f2 белая пешка · g2 белая пешка · h2 белая пешка · e1 белая ладья | e8 чёрный крест · a7 чёрная пешка · b7 чёрная пешка · c7 чёрная пешка · d7 чёрная пешка · e7 чёрный крест · f7 чёрная пешка · g7 чёрная пешка · h7 чёрная пешка · e6 чёрный крест · e5 чёрный крест · e4 чёрный крест · e3 чёрный крест · a2 белая пешка · b2 белая пешка · c2 белая пешка · d2 белая пешка · e2 белая ладья · f2 белая пешка · g2 белая пешка · h2 белая пешка · e1 белая ладья | e8 чёрный крест · a7 чёрная пешка · b7 чёрная пешка · c7 чёрная пешка · d7 чёрная пешка · e7 чёрный крест · f7 чёрная пешка · g7 чёрная пешка · h7 чёрная пешка · e6 чёрный крест · e5 чёрный крест · e4 чёрный крест · e3 чёрный крест · a2 белая пешка · b2 белая пешка · c2 белая пешка · d2 белая пешка · e2 белая ладья · f2 белая пешка · g2 белая пешка · h2 белая пешка · e1 белая ладья | e8 чёрный крест · a7 чёрная пешка · b7 чёрная пешка · c7 чёрная пешка · d7 чёрная пешка · e7 чёрный крест · f7 чёрная пешка · g7 чёрная пешка · h7 чёрная пешка · e6 чёрный крест · e5 чёрный крест · e4 чёрный крест · e3 чёрный крест · a2 белая пешка · b2 белая пешка · c2 белая пешка · d2 белая пешка · e2 белая ладья · f2 белая пешка · g2 белая пешка · h2 белая пешка · e1 белая ладья | e8 чёрный крест · a7 чёрная пешка · b7 чёрная пешка · c7 чёрная пешка · d7 чёрная пешка · e7 чёрный крест · f7 чёрная пешка · g7 чёрная пешка · h7 чёрная пешка · e6 чёрный крест · e5 чёрный крест · e4 чёрный крест · e3 чёрный крест · a2 белая пешка · b2 белая пешка · c2 белая пешка · d2 белая пешка · e2 белая ладья · f2 белая пешка · g2 белая пешка · h2 белая пешка · e1 белая ладья | e8 чёрный крест · a7 чёрная пешка · b7 чёрная пешка · c7 чёрная пешка · d7 чёрная пешка · e7 чёрный крест · f7 чёрная пешка · g7 чёрная пешка · h7 чёрная пешка · e6 чёрный крест · e5 чёрный крест · e4 чёрный крест · e3 чёрный крест · a2 белая пешка · b2 белая пешка · c2 белая пешка · d2 белая пешка · e2 белая ладья · f2 белая пешка · g2 белая пешка · h2 белая пешка · e1 белая ладья | e8 чёрный крест · a7 чёрная пешка · b7 чёрная пешка · c7 чёрная пешка · d7 чёрная пешка · e7 чёрный крест · f7 чёрная пешка · g7 чёрная пешка · h7 чёрная пешка · e6 чёрный крест · e5 чёрный крест · e4 чёрный крест · e3 чёрный крест · a2 белая пешка · b2 белая пешка · c2 белая пешка · d2 белая пешка · e2 белая ладья · f2 белая пешка · g2 белая пешка · h2 белая пешка · e1 белая ладья | e8 чёрный крест · a7 чёрная пешка · b7 чёрная пешка · c7 чёрная пешка · d7 чёрная пешка · e7 чёрный крест · f7 чёрная пешка · g7 чёрная пешка · h7 чёрная пешка · e6 чёрный крест · e5 чёрный крест · e4 чёрный крест · e3 чёрный крест · a2 белая пешка · b2 белая пешка · c2 белая пешка · d2 белая пешка · e2 белая ладья · f2 белая пешка · g2 белая пешка · h2 белая пешка · e1 белая ладья | 4 |
| 3 | e8 чёрный крест · a7 чёрная пешка · b7 чёрная пешка · c7 чёрная пешка · d7 чёрная пешка · e7 чёрный крест · f7 чёрная пешка · g7 чёрная пешка · h7 чёрная пешка · e6 чёрный крест · e5 чёрный крест · e4 чёрный крест · e3 чёрный крест · a2 белая пешка · b2 белая пешка · c2 белая пешка · d2 белая пешка · e2 белая ладья · f2 белая пешка · g2 белая пешка · h2 белая пешка · e1 белая ладья | e8 чёрный крест · a7 чёрная пешка · b7 чёрная пешка · c7 чёрная пешка · d7 чёрная пешка · e7 чёрный крест · f7 чёрная пешка · g7 чёрная пешка · h7 чёрная пешка · e6 чёрный крест · e5 чёрный крест · e4 чёрный крест · e3 чёрный крест · a2 белая пешка · b2 белая пешка · c2 белая пешка · d2 белая пешка · e2 белая ладья · f2 белая пешка · g2 белая пешка · h2 белая пешка · e1 белая ладья | e8 чёрный крест · a7 чёрная пешка · b7 чёрная пешка · c7 чёрная пешка · d7 чёрная пешка · e7 чёрный крест · f7 чёрная пешка · g7 чёрная пешка · h7 чёрная пешка · e6 чёрный крест · e5 чёрный крест · e4 чёрный крест · e3 чёрный крест · a2 белая пешка · b2 белая пешка · c2 белая пешка · d2 белая пешка · e2 белая ладья · f2 белая пешка · g2 белая пешка · h2 белая пешка · e1 белая ладья | e8 чёрный крест · a7 чёрная пешка · b7 чёрная пешка · c7 чёрная пешка · d7 чёрная пешка · e7 чёрный крест · f7 чёрная пешка · g7 чёрная пешка · h7 чёрная пешка · e6 чёрный крест · e5 чёрный крест · e4 чёрный крест · e3 чёрный крест · a2 белая пешка · b2 белая пешка · c2 белая пешка · d2 белая пешка · e2 белая ладья · f2 белая пешка · g2 белая пешка · h2 белая пешка · e1 белая ладья | e8 чёрный крест · a7 чёрная пешка · b7 чёрная пешка · c7 чёрная пешка · d7 чёрная пешка · e7 чёрный крест · f7 чёрная пешка · g7 чёрная пешка · h7 чёрная пешка · e6 чёрный крест · e5 чёрный крест · e4 чёрный крест · e3 чёрный крест · a2 белая пешка · b2 белая пешка · c2 белая пешка · d2 белая пешка · e2 белая ладья · f2 белая пешка · g2 белая пешка · h2 белая пешка · e1 белая ладья | e8 чёрный крест · a7 чёрная пешка · b7 чёрная пешка · c7 чёрная пешка · d7 чёрная пешка · e7 чёрный крест · f7 чёрная пешка · g7 чёрная пешка · h7 чёрная пешка · e6 чёрный крест · e5 чёрный крест · e4 чёрный крест · e3 чёрный крест · a2 белая пешка · b2 белая пешка · c2 белая пешка · d2 белая пешка · e2 белая ладья · f2 белая пешка · g2 белая пешка · h2 белая пешка · e1 белая ладья | e8 чёрный крест · a7 чёрная пешка · b7 чёрная пешка · c7 чёрная пешка · d7 чёрная пешка · e7 чёрный крест · f7 чёрная пешка · g7 чёрная пешка · h7 чёрная пешка · e6 чёрный крест · e5 чёрный крест · e4 чёрный крест · e3 чёрный крест · a2 белая пешка · b2 белая пешка · c2 белая пешка · d2 белая пешка · e2 белая ладья · f2 белая пешка · g2 белая пешка · h2 белая пешка · e1 белая ладья | e8 чёрный крест · a7 чёрная пешка · b7 чёрная пешка · c7 чёрная пешка · d7 чёрная пешка · e7 чёрный крест · f7 чёрная пешка · g7 чёрная пешка · h7 чёрная пешка · e6 чёрный крест · e5 чёрный крест · e4 чёрный крест · e3 чёрный крест · a2 белая пешка · b2 белая пешка · c2 белая пешка · d2 белая пешка · e2 белая ладья · f2 белая пешка · g2 белая пешка · h2 белая пешка · e1 белая ладья | 3 |
| 2 | e8 чёрный крест · a7 чёрная пешка · b7 чёрная пешка · c7 чёрная пешка · d7 чёрная пешка · e7 чёрный крест · f7 чёрная пешка · g7 чёрная пешка · h7 чёрная пешка · e6 чёрный крест · e5 чёрный крест · e4 чёрный крест · e3 чёрный крест · a2 белая пешка · b2 белая пешка · c2 белая пешка · d2 белая пешка · e2 белая ладья · f2 белая пешка · g2 белая пешка · h2 белая пешка · e1 белая ладья | e8 чёрный крест · a7 чёрная пешка · b7 чёрная пешка · c7 чёрная пешка · d7 чёрная пешка · e7 чёрный крест · f7 чёрная пешка · g7 чёрная пешка · h7 чёрная пешка · e6 чёрный крест · e5 чёрный крест · e4 чёрный крест · e3 чёрный крест · a2 белая пешка · b2 белая пешка · c2 белая пешка · d2 белая пешка · e2 белая ладья · f2 белая пешка · g2 белая пешка · h2 белая пешка · e1 белая ладья | e8 чёрный крест · a7 чёрная пешка · b7 чёрная пешка · c7 чёрная пешка · d7 чёрная пешка · e7 чёрный крест · f7 чёрная пешка · g7 чёрная пешка · h7 чёрная пешка · e6 чёрный крест · e5 чёрный крест · e4 чёрный крест · e3 чёрный крест · a2 белая пешка · b2 белая пешка · c2 белая пешка · d2 белая пешка · e2 белая ладья · f2 белая пешка · g2 белая пешка · h2 белая пешка · e1 белая ладья | e8 чёрный крест · a7 чёрная пешка · b7 чёрная пешка · c7 чёрная пешка · d7 чёрная пешка · e7 чёрный крест · f7 чёрная пешка · g7 чёрная пешка · h7 чёрная пешка · e6 чёрный крест · e5 чёрный крест · e4 чёрный крест · e3 чёрный крест · a2 белая пешка · b2 белая пешка · c2 белая пешка · d2 белая пешка · e2 белая ладья · f2 белая пешка · g2 белая пешка · h2 белая пешка · e1 белая ладья | e8 чёрный крест · a7 чёрная пешка · b7 чёрная пешка · c7 чёрная пешка · d7 чёрная пешка · e7 чёрный крест · f7 чёрная пешка · g7 чёрная пешка · h7 чёрная пешка · e6 чёрный крест · e5 чёрный крест · e4 чёрный крест · e3 чёрный крест · a2 белая пешка · b2 белая пешка · c2 белая пешка · d2 белая пешка · e2 белая ладья · f2 белая пешка · g2 белая пешка · h2 белая пешка · e1 белая ладья | e8 чёрный крест · a7 чёрная пешка · b7 чёрная пешка · c7 чёрная пешка · d7 чёрная пешка · e7 чёрный крест · f7 чёрная пешка · g7 чёрная пешка · h7 чёрная пешка · e6 чёрный крест · e5 чёрный крест · e4 чёрный крест · e3 чёрный крест · a2 белая пешка · b2 белая пешка · c2 белая пешка · d2 белая пешка · e2 белая ладья · f2 белая пешка · g2 белая пешка · h2 белая пешка · e1 белая ладья | e8 чёрный крест · a7 чёрная пешка · b7 чёрная пешка · c7 чёрная пешка · d7 чёрная пешка · e7 чёрный крест · f7 чёрная пешка · g7 чёрная пешка · h7 чёрная пешка · e6 чёрный крест · e5 чёрный крест · e4 чёрный крест · e3 чёрный крест · a2 белая пешка · b2 белая пешка · c2 белая пешка · d2 белая пешка · e2 белая ладья · f2 белая пешка · g2 белая пешка · h2 белая пешка · e1 белая ладья | e8 чёрный крест · a7 чёрная пешка · b7 чёрная пешка · c7 чёрная пешка · d7 чёрная пешка · e7 чёрный крест · f7 чёрная пешка · g7 чёрная пешка · h7 чёрная пешка · e6 чёрный крест · e5 чёрный крест · e4 чёрный крест · e3 чёрный крест · a2 белая пешка · b2 белая пешка · c2 белая пешка · d2 белая пешка · e2 белая ладья · f2 белая пешка · g2 белая пешка · h2 белая пешка · e1 белая ладья | 2 |
| 1 | e8 чёрный крест · a7 чёрная пешка · b7 чёрная пешка · c7 чёрная пешка · d7 чёрная пешка · e7 чёрный крест · f7 чёрная пешка · g7 чёрная пешка · h7 чёрная пешка · e6 чёрный крест · e5 чёрный крест · e4 чёрный крест · e3 чёрный крест · a2 белая пешка · b2 белая пешка · c2 белая пешка · d2 белая пешка · e2 белая ладья · f2 белая пешка · g2 белая пешка · h2 белая пешка · e1 белая ладья | e8 чёрный крест · a7 чёрная пешка · b7 чёрная пешка · c7 чёрная пешка · d7 чёрная пешка · e7 чёрный крест · f7 чёрная пешка · g7 чёрная пешка · h7 чёрная пешка · e6 чёрный крест · e5 чёрный крест · e4 чёрный крест · e3 чёрный крест · a2 белая пешка · b2 белая пешка · c2 белая пешка · d2 белая пешка · e2 белая ладья · f2 белая пешка · g2 белая пешка · h2 белая пешка · e1 белая ладья | e8 чёрный крест · a7 чёрная пешка · b7 чёрная пешка · c7 чёрная пешка · d7 чёрная пешка · e7 чёрный крест · f7 чёрная пешка · g7 чёрная пешка · h7 чёрная пешка · e6 чёрный крест · e5 чёрный крест · e4 чёрный крест · e3 чёрный крест · a2 белая пешка · b2 белая пешка · c2 белая пешка · d2 белая пешка · e2 белая ладья · f2 белая пешка · g2 белая пешка · h2 белая пешка · e1 белая ладья | e8 чёрный крест · a7 чёрная пешка · b7 чёрная пешка · c7 чёрная пешка · d7 чёрная пешка · e7 чёрный крест · f7 чёрная пешка · g7 чёрная пешка · h7 чёрная пешка · e6 чёрный крест · e5 чёрный крест · e4 чёрный крест · e3 чёрный крест · a2 белая пешка · b2 белая пешка · c2 белая пешка · d2 белая пешка · e2 белая ладья · f2 белая пешка · g2 белая пешка · h2 белая пешка · e1 белая ладья | e8 чёрный крест · a7 чёрная пешка · b7 чёрная пешка · c7 чёрная пешка · d7 чёрная пешка · e7 чёрный крест · f7 чёрная пешка · g7 чёрная пешка · h7 чёрная пешка · e6 чёрный крест · e5 чёрный крест · e4 чёрный крест · e3 чёрный крест · a2 белая пешка · b2 белая пешка · c2 белая пешка · d2 белая пешка · e2 белая ладья · f2 белая пешка · g2 белая пешка · h2 белая пешка · e1 белая ладья | e8 чёрный крест · a7 чёрная пешка · b7 чёрная пешка · c7 чёрная пешка · d7 чёрная пешка · e7 чёрный крест · f7 чёрная пешка · g7 чёрная пешка · h7 чёрная пешка · e6 чёрный крест · e5 чёрный крест · e4 чёрный крест · e3 чёрный крест · a2 белая пешка · b2 белая пешка · c2 белая пешка · d2 белая пешка · e2 белая ладья · f2 белая пешка · g2 белая пешка · h2 белая пешка · e1 белая ладья | e8 чёрный крест · a7 чёрная пешка · b7 чёрная пешка · c7 чёрная пешка · d7 чёрная пешка · e7 чёрный крест · f7 чёрная пешка · g7 чёрная пешка · h7 чёрная пешка · e6 чёрный крест · e5 чёрный крест · e4 чёрный крест · e3 чёрный крест · a2 белая пешка · b2 белая пешка · c2 белая пешка · d2 белая пешка · e2 белая ладья · f2 белая пешка · g2 белая пешка · h2 белая пешка · e1 белая ладья | e8 чёрный крест · a7 чёрная пешка · b7 чёрная пешка · c7 чёрная пешка · d7 чёрная пешка · e7 чёрный крест · f7 чёрная пешка · g7 чёрная пешка · h7 чёрная пешка · e6 чёрный крест · e5 чёрный крест · e4 чёрный крест · e3 чёрный крест · a2 белая пешка · b2 белая пешка · c2 белая пешка · d2 белая пешка · e2 белая ладья · f2 белая пешка · g2 белая пешка · h2 белая пешка · e1 белая ладья | 1 |
|   | a | b | c | d | e | f | g | h |   |

Откры́тая ли́ния — вертикаль шахматной доски, свободная от пешек.

## Теория
Владение открытой линией обычно является существенным позиционным преимуществом. При наличии на доске тяжёлых фигур открытая линия становится важным фактором стратегической борьбы:
- По линии тяжёлые фигуры могут иметь объекты для атаки.
- Линия может служить коммуникацией для вторжения фигур в расположение сил соперника с целью выигрыша материала или создания атаки на короля. Вторжение происходит, как правило, на 7-ю или 8-ю горизонталь.

Часто для захвата открытой линии используют ладейную батарею. Иногда в неё входит также и ферзь.

## Пример
|   | a | b | c | d | e | f | g | h |   |
| - | --- | --- | --- | --- | --- | --- | --- | --- | - |
| 8 | f8 чёрная ладья · g8 чёрный король · b7 чёрная пешка · f7 чёрная пешка · g7 чёрный слон · a6 чёрная пешка · b6 чёрный конь · c6 чёрная пешка · e6 чёрный ферзь · g6 чёрная пешка · h6 чёрная пешка · e5 чёрная пешка · b4 белая пешка · c4 белая пешка · e4 белая пешка · b3 белая пешка · e3 белый конь · f3 белый конь · g3 белая пешка · d2 белый ферзь · f2 белая пешка · g2 белая пешка · d1 белая ладья · g1 белый король | f8 чёрная ладья · g8 чёрный король · b7 чёрная пешка · f7 чёрная пешка · g7 чёрный слон · a6 чёрная пешка · b6 чёрный конь · c6 чёрная пешка · e6 чёрный ферзь · g6 чёрная пешка · h6 чёрная пешка · e5 чёрная пешка · b4 белая пешка · c4 белая пешка · e4 белая пешка · b3 белая пешка · e3 белый конь · f3 белый конь · g3 белая пешка · d2 белый ферзь · f2 белая пешка · g2 белая пешка · d1 белая ладья · g1 белый король | f8 чёрная ладья · g8 чёрный король · b7 чёрная пешка · f7 чёрная пешка · g7 чёрный слон · a6 чёрная пешка · b6 чёрный конь · c6 чёрная пешка · e6 чёрный ферзь · g6 чёрная пешка · h6 чёрная пешка · e5 чёрная пешка · b4 белая пешка · c4 белая пешка · e4 белая пешка · b3 белая пешка · e3 белый конь · f3 белый конь · g3 белая пешка · d2 белый ферзь · f2 белая пешка · g2 белая пешка · d1 белая ладья · g1 белый король | f8 чёрная ладья · g8 чёрный король · b7 чёрная пешка · f7 чёрная пешка · g7 чёрный слон · a6 чёрная пешка · b6 чёрный конь · c6 чёрная пешка · e6 чёрный ферзь · g6 чёрная пешка · h6 чёрная пешка · e5 чёрная пешка · b4 белая пешка · c4 белая пешка · e4 белая пешка · b3 белая пешка · e3 белый конь · f3 белый конь · g3 белая пешка · d2 белый ферзь · f2 белая пешка · g2 белая пешка · d1 белая ладья · g1 белый король | f8 чёрная ладья · g8 чёрный король · b7 чёрная пешка · f7 чёрная пешка · g7 чёрный слон · a6 чёрная пешка · b6 чёрный конь · c6 чёрная пешка · e6 чёрный ферзь · g6 чёрная пешка · h6 чёрная пешка · e5 чёрная пешка · b4 белая пешка · c4 белая пешка · e4 белая пешка · b3 белая пешка · e3 белый конь · f3 белый конь · g3 белая пешка · d2 белый ферзь · f2 белая пешка · g2 белая пешка · d1 белая ладья · g1 белый король | f8 чёрная ладья · g8 чёрный король · b7 чёрная пешка · f7 чёрная пешка · g7 чёрный слон · a6 чёрная пешка · b6 чёрный конь · c6 чёрная пешка · e6 чёрный ферзь · g6 чёрная пешка · h6 чёрная пешка · e5 чёрная пешка · b4 белая пешка · c4 белая пешка · e4 белая пешка · b3 белая пешка · e3 белый конь · f3 белый конь · g3 белая пешка · d2 белый ферзь · f2 белая пешка · g2 белая пешка · d1 белая ладья · g1 белый король | f8 чёрная ладья · g8 чёрный король · b7 чёрная пешка · f7 чёрная пешка · g7 чёрный слон · a6 чёрная пешка · b6 чёрный конь · c6 чёрная пешка · e6 чёрный ферзь · g6 чёрная пешка · h6 чёрная пешка · e5 чёрная пешка · b4 белая пешка · c4 белая пешка · e4 белая пешка · b3 белая пешка · e3 белый конь · f3 белый конь · g3 белая пешка · d2 белый ферзь · f2 белая пешка · g2 белая пешка · d1 белая ладья · g1 белый король | f8 чёрная ладья · g8 чёрный король · b7 чёрная пешка · f7 чёрная пешка · g7 чёрный слон · a6 чёрная пешка · b6 чёрный конь · c6 чёрная пешка · e6 чёрный ферзь · g6 чёрная пешка · h6 чёрная пешка · e5 чёрная пешка · b4 белая пешка · c4 белая пешка · e4 белая пешка · b3 белая пешка · e3 белый конь · f3 белый конь · g3 белая пешка · d2 белый ферзь · f2 белая пешка · g2 белая пешка · d1 белая ладья · g1 белый король | 8 |
| 7 | f8 чёрная ладья · g8 чёрный король · b7 чёрная пешка · f7 чёрная пешка · g7 чёрный слон · a6 чёрная пешка · b6 чёрный конь · c6 чёрная пешка · e6 чёрный ферзь · g6 чёрная пешка · h6 чёрная пешка · e5 чёрная пешка · b4 белая пешка · c4 белая пешка · e4 белая пешка · b3 белая пешка · e3 белый конь · f3 белый конь · g3 белая пешка · d2 белый ферзь · f2 белая пешка · g2 белая пешка · d1 белая ладья · g1 белый король | f8 чёрная ладья · g8 чёрный король · b7 чёрная пешка · f7 чёрная пешка · g7 чёрный слон · a6 чёрная пешка · b6 чёрный конь · c6 чёрная пешка · e6 чёрный ферзь · g6 чёрная пешка · h6 чёрная пешка · e5 чёрная пешка · b4 белая пешка · c4 белая пешка · e4 белая пешка · b3 белая пешка · e3 белый конь · f3 белый конь · g3 белая пешка · d2 белый ферзь · f2 белая пешка · g2 белая пешка · d1 белая ладья · g1 белый король | f8 чёрная ладья · g8 чёрный король · b7 чёрная пешка · f7 чёрная пешка · g7 чёрный слон · a6 чёрная пешка · b6 чёрный конь · c6 чёрная пешка · e6 чёрный ферзь · g6 чёрная пешка · h6 чёрная пешка · e5 чёрная пешка · b4 белая пешка · c4 белая пешка · e4 белая пешка · b3 белая пешка · e3 белый конь · f3 белый конь · g3 белая пешка · d2 белый ферзь · f2 белая пешка · g2 белая пешка · d1 белая ладья · g1 белый король | f8 чёрная ладья · g8 чёрный король · b7 чёрная пешка · f7 чёрная пешка · g7 чёрный слон · a6 чёрная пешка · b6 чёрный конь · c6 чёрная пешка · e6 чёрный ферзь · g6 чёрная пешка · h6 чёрная пешка · e5 чёрная пешка · b4 белая пешка · c4 белая пешка · e4 белая пешка · b3 белая пешка · e3 белый конь · f3 белый конь · g3 белая пешка · d2 белый ферзь · f2 белая пешка · g2 белая пешка · d1 белая ладья · g1 белый король | f8 чёрная ладья · g8 чёрный король · b7 чёрная пешка · f7 чёрная пешка · g7 чёрный слон · a6 чёрная пешка · b6 чёрный конь · c6 чёрная пешка · e6 чёрный ферзь · g6 чёрная пешка · h6 чёрная пешка · e5 чёрная пешка · b4 белая пешка · c4 белая пешка · e4 белая пешка · b3 белая пешка · e3 белый конь · f3 белый конь · g3 белая пешка · d2 белый ферзь · f2 белая пешка · g2 белая пешка · d1 белая ладья · g1 белый король | f8 чёрная ладья · g8 чёрный король · b7 чёрная пешка · f7 чёрная пешка · g7 чёрный слон · a6 чёрная пешка · b6 чёрный конь · c6 чёрная пешка · e6 чёрный ферзь · g6 чёрная пешка · h6 чёрная пешка · e5 чёрная пешка · b4 белая пешка · c4 белая пешка · e4 белая пешка · b3 белая пешка · e3 белый конь · f3 белый конь · g3 белая пешка · d2 белый ферзь · f2 белая пешка · g2 белая пешка · d1 белая ладья · g1 белый король | f8 чёрная ладья · g8 чёрный король · b7 чёрная пешка · f7 чёрная пешка · g7 чёрный слон · a6 чёрная пешка · b6 чёрный конь · c6 чёрная пешка · e6 чёрный ферзь · g6 чёрная пешка · h6 чёрная пешка · e5 чёрная пешка · b4 белая пешка · c4 белая пешка · e4 белая пешка · b3 белая пешка · e3 белый конь · f3 белый конь · g3 белая пешка · d2 белый ферзь · f2 белая пешка · g2 белая пешка · d1 белая ладья · g1 белый король | f8 чёрная ладья · g8 чёрный король · b7 чёрная пешка · f7 чёрная пешка · g7 чёрный слон · a6 чёрная пешка · b6 чёрный конь · c6 чёрная пешка · e6 чёрный ферзь · g6 чёрная пешка · h6 чёрная пешка · e5 чёрная пешка · b4 белая пешка · c4 белая пешка · e4 белая пешка · b3 белая пешка · e3 белый конь · f3 белый конь · g3 белая пешка · d2 белый ферзь · f2 белая пешка · g2 белая пешка · d1 белая ладья · g1 белый король | 7 |
| 6 | f8 чёрная ладья · g8 чёрный король · b7 чёрная пешка · f7 чёрная пешка · g7 чёрный слон · a6 чёрная пешка · b6 чёрный конь · c6 чёрная пешка · e6 чёрный ферзь · g6 чёрная пешка · h6 чёрная пешка · e5 чёрная пешка · b4 белая пешка · c4 белая пешка · e4 белая пешка · b3 белая пешка · e3 белый конь · f3 белый конь · g3 белая пешка · d2 белый ферзь · f2 белая пешка · g2 белая пешка · d1 белая ладья · g1 белый король | f8 чёрная ладья · g8 чёрный король · b7 чёрная пешка · f7 чёрная пешка · g7 чёрный слон · a6 чёрная пешка · b6 чёрный конь · c6 чёрная пешка · e6 чёрный ферзь · g6 чёрная пешка · h6 чёрная пешка · e5 чёрная пешка · b4 белая пешка · c4 белая пешка · e4 белая пешка · b3 белая пешка · e3 белый конь · f3 белый конь · g3 белая пешка · d2 белый ферзь · f2 белая пешка · g2 белая пешка · d1 белая ладья · g1 белый король | f8 чёрная ладья · g8 чёрный король · b7 чёрная пешка · f7 чёрная пешка · g7 чёрный слон · a6 чёрная пешка · b6 чёрный конь · c6 чёрная пешка · e6 чёрный ферзь · g6 чёрная пешка · h6 чёрная пешка · e5 чёрная пешка · b4 белая пешка · c4 белая пешка · e4 белая пешка · b3 белая пешка · e3 белый конь · f3 белый конь · g3 белая пешка · d2 белый ферзь · f2 белая пешка · g2 белая пешка · d1 белая ладья · g1 белый король | f8 чёрная ладья · g8 чёрный король · b7 чёрная пешка · f7 чёрная пешка · g7 чёрный слон · a6 чёрная пешка · b6 чёрный конь · c6 чёрная пешка · e6 чёрный ферзь · g6 чёрная пешка · h6 чёрная пешка · e5 чёрная пешка · b4 белая пешка · c4 белая пешка · e4 белая пешка · b3 белая пешка · e3 белый конь · f3 белый конь · g3 белая пешка · d2 белый ферзь · f2 белая пешка · g2 белая пешка · d1 белая ладья · g1 белый король | f8 чёрная ладья · g8 чёрный король · b7 чёрная пешка · f7 чёрная пешка · g7 чёрный слон · a6 чёрная пешка · b6 чёрный конь · c6 чёрная пешка · e6 чёрный ферзь · g6 чёрная пешка · h6 чёрная пешка · e5 чёрная пешка · b4 белая пешка · c4 белая пешка · e4 белая пешка · b3 белая пешка · e3 белый конь · f3 белый конь · g3 белая пешка · d2 белый ферзь · f2 белая пешка · g2 белая пешка · d1 белая ладья · g1 белый король | f8 чёрная ладья · g8 чёрный король · b7 чёрная пешка · f7 чёрная пешка · g7 чёрный слон · a6 чёрная пешка · b6 чёрный конь · c6 чёрная пешка · e6 чёрный ферзь · g6 чёрная пешка · h6 чёрная пешка · e5 чёрная пешка · b4 белая пешка · c4 белая пешка · e4 белая пешка · b3 белая пешка · e3 белый конь · f3 белый конь · g3 белая пешка · d2 белый ферзь · f2 белая пешка · g2 белая пешка · d1 белая ладья · g1 белый король | f8 чёрная ладья · g8 чёрный король · b7 чёрная пешка · f7 чёрная пешка · g7 чёрный слон · a6 чёрная пешка · b6 чёрный конь · c6 чёрная пешка · e6 чёрный ферзь · g6 чёрная пешка · h6 чёрная пешка · e5 чёрная пешка · b4 белая пешка · c4 белая пешка · e4 белая пешка · b3 белая пешка · e3 белый конь · f3 белый конь · g3 белая пешка · d2 белый ферзь · f2 белая пешка · g2 белая пешка · d1 белая ладья · g1 белый король | f8 чёрная ладья · g8 чёрный король · b7 чёрная пешка · f7 чёрная пешка · g7 чёрный слон · a6 чёрная пешка · b6 чёрный конь · c6 чёрная пешка · e6 чёрный ферзь · g6 чёрная пешка · h6 чёрная пешка · e5 чёрная пешка · b4 белая пешка · c4 белая пешка · e4 белая пешка · b3 белая пешка · e3 белый конь · f3 белый конь · g3 белая пешка · d2 белый ферзь · f2 белая пешка · g2 белая пешка · d1 белая ладья · g1 белый король | 6 |
| 5 | f8 чёрная ладья · g8 чёрный король · b7 чёрная пешка · f7 чёрная пешка · g7 чёрный слон · a6 чёрная пешка · b6 чёрный конь · c6 чёрная пешка · e6 чёрный ферзь · g6 чёрная пешка · h6 чёрная пешка · e5 чёрная пешка · b4 белая пешка · c4 белая пешка · e4 белая пешка · b3 белая пешка · e3 белый конь · f3 белый конь · g3 белая пешка · d2 белый ферзь · f2 белая пешка · g2 белая пешка · d1 белая ладья · g1 белый король | f8 чёрная ладья · g8 чёрный король · b7 чёрная пешка · f7 чёрная пешка · g7 чёрный слон · a6 чёрная пешка · b6 чёрный конь · c6 чёрная пешка · e6 чёрный ферзь · g6 чёрная пешка · h6 чёрная пешка · e5 чёрная пешка · b4 белая пешка · c4 белая пешка · e4 белая пешка · b3 белая пешка · e3 белый конь · f3 белый конь · g3 белая пешка · d2 белый ферзь · f2 белая пешка · g2 белая пешка · d1 белая ладья · g1 белый король | f8 чёрная ладья · g8 чёрный король · b7 чёрная пешка · f7 чёрная пешка · g7 чёрный слон · a6 чёрная пешка · b6 чёрный конь · c6 чёрная пешка · e6 чёрный ферзь · g6 чёрная пешка · h6 чёрная пешка · e5 чёрная пешка · b4 белая пешка · c4 белая пешка · e4 белая пешка · b3 белая пешка · e3 белый конь · f3 белый конь · g3 белая пешка · d2 белый ферзь · f2 белая пешка · g2 белая пешка · d1 белая ладья · g1 белый король | f8 чёрная ладья · g8 чёрный король · b7 чёрная пешка · f7 чёрная пешка · g7 чёрный слон · a6 чёрная пешка · b6 чёрный конь · c6 чёрная пешка · e6 чёрный ферзь · g6 чёрная пешка · h6 чёрная пешка · e5 чёрная пешка · b4 белая пешка · c4 белая пешка · e4 белая пешка · b3 белая пешка · e3 белый конь · f3 белый конь · g3 белая пешка · d2 белый ферзь · f2 белая пешка · g2 белая пешка · d1 белая ладья · g1 белый король | f8 чёрная ладья · g8 чёрный король · b7 чёрная пешка · f7 чёрная пешка · g7 чёрный слон · a6 чёрная пешка · b6 чёрный конь · c6 чёрная пешка · e6 чёрный ферзь · g6 чёрная пешка · h6 чёрная пешка · e5 чёрная пешка · b4 белая пешка · c4 белая пешка · e4 белая пешка · b3 белая пешка · e3 белый конь · f3 белый конь · g3 белая пешка · d2 белый ферзь · f2 белая пешка · g2 белая пешка · d1 белая ладья · g1 белый король | f8 чёрная ладья · g8 чёрный король · b7 чёрная пешка · f7 чёрная пешка · g7 чёрный слон · a6 чёрная пешка · b6 чёрный конь · c6 чёрная пешка · e6 чёрный ферзь · g6 чёрная пешка · h6 чёрная пешка · e5 чёрная пешка · b4 белая пешка · c4 белая пешка · e4 белая пешка · b3 белая пешка · e3 белый конь · f3 белый конь · g3 белая пешка · d2 белый ферзь · f2 белая пешка · g2 белая пешка · d1 белая ладья · g1 белый король | f8 чёрная ладья · g8 чёрный король · b7 чёрная пешка · f7 чёрная пешка · g7 чёрный слон · a6 чёрная пешка · b6 чёрный конь · c6 чёрная пешка · e6 чёрный ферзь · g6 чёрная пешка · h6 чёрная пешка · e5 чёрная пешка · b4 белая пешка · c4 белая пешка · e4 белая пешка · b3 белая пешка · e3 белый конь · f3 белый конь · g3 белая пешка · d2 белый ферзь · f2 белая пешка · g2 белая пешка · d1 белая ладья · g1 белый король | f8 чёрная ладья · g8 чёрный король · b7 чёрная пешка · f7 чёрная пешка · g7 чёрный слон · a6 чёрная пешка · b6 чёрный конь · c6 чёрная пешка · e6 чёрный ферзь · g6 чёрная пешка · h6 чёрная пешка · e5 чёрная пешка · b4 белая пешка · c4 белая пешка · e4 белая пешка · b3 белая пешка · e3 белый конь · f3 белый конь · g3 белая пешка · d2 белый ферзь · f2 белая пешка · g2 белая пешка · d1 белая ладья · g1 белый король | 5 |
| 4 | f8 чёрная ладья · g8 чёрный король · b7 чёрная пешка · f7 чёрная пешка · g7 чёрный слон · a6 чёрная пешка · b6 чёрный конь · c6 чёрная пешка · e6 чёрный ферзь · g6 чёрная пешка · h6 чёрная пешка · e5 чёрная пешка · b4 белая пешка · c4 белая пешка · e4 белая пешка · b3 белая пешка · e3 белый конь · f3 белый конь · g3 белая пешка · d2 белый ферзь · f2 белая пешка · g2 белая пешка · d1 белая ладья · g1 белый король | f8 чёрная ладья · g8 чёрный король · b7 чёрная пешка · f7 чёрная пешка · g7 чёрный слон · a6 чёрная пешка · b6 чёрный конь · c6 чёрная пешка · e6 чёрный ферзь · g6 чёрная пешка · h6 чёрная пешка · e5 чёрная пешка · b4 белая пешка · c4 белая пешка · e4 белая пешка · b3 белая пешка · e3 белый конь · f3 белый конь · g3 белая пешка · d2 белый ферзь · f2 белая пешка · g2 белая пешка · d1 белая ладья · g1 белый король | f8 чёрная ладья · g8 чёрный король · b7 чёрная пешка · f7 чёрная пешка · g7 чёрный слон · a6 чёрная пешка · b6 чёрный конь · c6 чёрная пешка · e6 чёрный ферзь · g6 чёрная пешка · h6 чёрная пешка · e5 чёрная пешка · b4 белая пешка · c4 белая пешка · e4 белая пешка · b3 белая пешка · e3 белый конь · f3 белый конь · g3 белая пешка · d2 белый ферзь · f2 белая пешка · g2 белая пешка · d1 белая ладья · g1 белый король | f8 чёрная ладья · g8 чёрный король · b7 чёрная пешка · f7 чёрная пешка · g7 чёрный слон · a6 чёрная пешка · b6 чёрный конь · c6 чёрная пешка · e6 чёрный ферзь · g6 чёрная пешка · h6 чёрная пешка · e5 чёрная пешка · b4 белая пешка · c4 белая пешка · e4 белая пешка · b3 белая пешка · e3 белый конь · f3 белый конь · g3 белая пешка · d2 белый ферзь · f2 белая пешка · g2 белая пешка · d1 белая ладья · g1 белый король | f8 чёрная ладья · g8 чёрный король · b7 чёрная пешка · f7 чёрная пешка · g7 чёрный слон · a6 чёрная пешка · b6 чёрный конь · c6 чёрная пешка · e6 чёрный ферзь · g6 чёрная пешка · h6 чёрная пешка · e5 чёрная пешка · b4 белая пешка · c4 белая пешка · e4 белая пешка · b3 белая пешка · e3 белый конь · f3 белый конь · g3 белая пешка · d2 белый ферзь · f2 белая пешка · g2 белая пешка · d1 белая ладья · g1 белый король | f8 чёрная ладья · g8 чёрный король · b7 чёрная пешка · f7 чёрная пешка · g7 чёрный слон · a6 чёрная пешка · b6 чёрный конь · c6 чёрная пешка · e6 чёрный ферзь · g6 чёрная пешка · h6 чёрная пешка · e5 чёрная пешка · b4 белая пешка · c4 белая пешка · e4 белая пешка · b3 белая пешка · e3 белый конь · f3 белый конь · g3 белая пешка · d2 белый ферзь · f2 белая пешка · g2 белая пешка · d1 белая ладья · g1 белый король | f8 чёрная ладья · g8 чёрный король · b7 чёрная пешка · f7 чёрная пешка · g7 чёрный слон · a6 чёрная пешка · b6 чёрный конь · c6 чёрная пешка · e6 чёрный ферзь · g6 чёрная пешка · h6 чёрная пешка · e5 чёрная пешка · b4 белая пешка · c4 белая пешка · e4 белая пешка · b3 белая пешка · e3 белый конь · f3 белый конь · g3 белая пешка · d2 белый ферзь · f2 белая пешка · g2 белая пешка · d1 белая ладья · g1 белый король | f8 чёрная ладья · g8 чёрный король · b7 чёрная пешка · f7 чёрная пешка · g7 чёрный слон · a6 чёрная пешка · b6 чёрный конь · c6 чёрная пешка · e6 чёрный ферзь · g6 чёрная пешка · h6 чёрная пешка · e5 чёрная пешка · b4 белая пешка · c4 белая пешка · e4 белая пешка · b3 белая пешка · e3 белый конь · f3 белый конь · g3 белая пешка · d2 белый ферзь · f2 белая пешка · g2 белая пешка · d1 белая ладья · g1 белый король | 4 |
| 3 | f8 чёрная ладья · g8 чёрный король · b7 чёрная пешка · f7 чёрная пешка · g7 чёрный слон · a6 чёрная пешка · b6 чёрный конь · c6 чёрная пешка · e6 чёрный ферзь · g6 чёрная пешка · h6 чёрная пешка · e5 чёрная пешка · b4 белая пешка · c4 белая пешка · e4 белая пешка · b3 белая пешка · e3 белый конь · f3 белый конь · g3 белая пешка · d2 белый ферзь · f2 белая пешка · g2 белая пешка · d1 белая ладья · g1 белый король | f8 чёрная ладья · g8 чёрный король · b7 чёрная пешка · f7 чёрная пешка · g7 чёрный слон · a6 чёрная пешка · b6 чёрный конь · c6 чёрная пешка · e6 чёрный ферзь · g6 чёрная пешка · h6 чёрная пешка · e5 чёрная пешка · b4 белая пешка · c4 белая пешка · e4 белая пешка · b3 белая пешка · e3 белый конь · f3 белый конь · g3 белая пешка · d2 белый ферзь · f2 белая пешка · g2 белая пешка · d1 белая ладья · g1 белый король | f8 чёрная ладья · g8 чёрный король · b7 чёрная пешка · f7 чёрная пешка · g7 чёрный слон · a6 чёрная пешка · b6 чёрный конь · c6 чёрная пешка · e6 чёрный ферзь · g6 чёрная пешка · h6 чёрная пешка · e5 чёрная пешка · b4 белая пешка · c4 белая пешка · e4 белая пешка · b3 белая пешка · e3 белый конь · f3 белый конь · g3 белая пешка · d2 белый ферзь · f2 белая пешка · g2 белая пешка · d1 белая ладья · g1 белый король | f8 чёрная ладья · g8 чёрный король · b7 чёрная пешка · f7 чёрная пешка · g7 чёрный слон · a6 чёрная пешка · b6 чёрный конь · c6 чёрная пешка · e6 чёрный ферзь · g6 чёрная пешка · h6 чёрная пешка · e5 чёрная пешка · b4 белая пешка · c4 белая пешка · e4 белая пешка · b3 белая пешка · e3 белый конь · f3 белый конь · g3 белая пешка · d2 белый ферзь · f2 белая пешка · g2 белая пешка · d1 белая ладья · g1 белый король | f8 чёрная ладья · g8 чёрный король · b7 чёрная пешка · f7 чёрная пешка · g7 чёрный слон · a6 чёрная пешка · b6 чёрный конь · c6 чёрная пешка · e6 чёрный ферзь · g6 чёрная пешка · h6 чёрная пешка · e5 чёрная пешка · b4 белая пешка · c4 белая пешка · e4 белая пешка · b3 белая пешка · e3 белый конь · f3 белый конь · g3 белая пешка · d2 белый ферзь · f2 белая пешка · g2 белая пешка · d1 белая ладья · g1 белый король | f8 чёрная ладья · g8 чёрный король · b7 чёрная пешка · f7 чёрная пешка · g7 чёрный слон · a6 чёрная пешка · b6 чёрный конь · c6 чёрная пешка · e6 чёрный ферзь · g6 чёрная пешка · h6 чёрная пешка · e5 чёрная пешка · b4 белая пешка · c4 белая пешка · e4 белая пешка · b3 белая пешка · e3 белый конь · f3 белый конь · g3 белая пешка · d2 белый ферзь · f2 белая пешка · g2 белая пешка · d1 белая ладья · g1 белый король | f8 чёрная ладья · g8 чёрный король · b7 чёрная пешка · f7 чёрная пешка · g7 чёрный слон · a6 чёрная пешка · b6 чёрный конь · c6 чёрная пешка · e6 чёрный ферзь · g6 чёрная пешка · h6 чёрная пешка · e5 чёрная пешка · b4 белая пешка · c4 белая пешка · e4 белая пешка · b3 белая пешка · e3 белый конь · f3 белый конь · g3 белая пешка · d2 белый ферзь · f2 белая пешка · g2 белая пешка · d1 белая ладья · g1 белый король | f8 чёрная ладья · g8 чёрный король · b7 чёрная пешка · f7 чёрная пешка · g7 чёрный слон · a6 чёрная пешка · b6 чёрный конь · c6 чёрная пешка · e6 чёрный ферзь · g6 чёрная пешка · h6 чёрная пешка · e5 чёрная пешка · b4 белая пешка · c4 белая пешка · e4 белая пешка · b3 белая пешка · e3 белый конь · f3 белый конь · g3 белая пешка · d2 белый ферзь · f2 белая пешка · g2 белая пешка · d1 белая ладья · g1 белый король | 3 |
| 2 | f8 чёрная ладья · g8 чёрный король · b7 чёрная пешка · f7 чёрная пешка · g7 чёрный слон · a6 чёрная пешка · b6 чёрный конь · c6 чёрная пешка · e6 чёрный ферзь · g6 чёрная пешка · h6 чёрная пешка · e5 чёрная пешка · b4 белая пешка · c4 белая пешка · e4 белая пешка · b3 белая пешка · e3 белый конь · f3 белый конь · g3 белая пешка · d2 белый ферзь · f2 белая пешка · g2 белая пешка · d1 белая ладья · g1 белый король | f8 чёрная ладья · g8 чёрный король · b7 чёрная пешка · f7 чёрная пешка · g7 чёрный слон · a6 чёрная пешка · b6 чёрный конь · c6 чёрная пешка · e6 чёрный ферзь · g6 чёрная пешка · h6 чёрная пешка · e5 чёрная пешка · b4 белая пешка · c4 белая пешка · e4 белая пешка · b3 белая пешка · e3 белый конь · f3 белый конь · g3 белая пешка · d2 белый ферзь · f2 белая пешка · g2 белая пешка · d1 белая ладья · g1 белый король | f8 чёрная ладья · g8 чёрный король · b7 чёрная пешка · f7 чёрная пешка · g7 чёрный слон · a6 чёрная пешка · b6 чёрный конь · c6 чёрная пешка · e6 чёрный ферзь · g6 чёрная пешка · h6 чёрная пешка · e5 чёрная пешка · b4 белая пешка · c4 белая пешка · e4 белая пешка · b3 белая пешка · e3 белый конь · f3 белый конь · g3 белая пешка · d2 белый ферзь · f2 белая пешка · g2 белая пешка · d1 белая ладья · g1 белый король | f8 чёрная ладья · g8 чёрный король · b7 чёрная пешка · f7 чёрная пешка · g7 чёрный слон · a6 чёрная пешка · b6 чёрный конь · c6 чёрная пешка · e6 чёрный ферзь · g6 чёрная пешка · h6 чёрная пешка · e5 чёрная пешка · b4 белая пешка · c4 белая пешка · e4 белая пешка · b3 белая пешка · e3 белый конь · f3 белый конь · g3 белая пешка · d2 белый ферзь · f2 белая пешка · g2 белая пешка · d1 белая ладья · g1 белый король | f8 чёрная ладья · g8 чёрный король · b7 чёрная пешка · f7 чёрная пешка · g7 чёрный слон · a6 чёрная пешка · b6 чёрный конь · c6 чёрная пешка · e6 чёрный ферзь · g6 чёрная пешка · h6 чёрная пешка · e5 чёрная пешка · b4 белая пешка · c4 белая пешка · e4 белая пешка · b3 белая пешка · e3 белый конь · f3 белый конь · g3 белая пешка · d2 белый ферзь · f2 белая пешка · g2 белая пешка · d1 белая ладья · g1 белый король | f8 чёрная ладья · g8 чёрный король · b7 чёрная пешка · f7 чёрная пешка · g7 чёрный слон · a6 чёрная пешка · b6 чёрный конь · c6 чёрная пешка · e6 чёрный ферзь · g6 чёрная пешка · h6 чёрная пешка · e5 чёрная пешка · b4 белая пешка · c4 белая пешка · e4 белая пешка · b3 белая пешка · e3 белый конь · f3 белый конь · g3 белая пешка · d2 белый ферзь · f2 белая пешка · g2 белая пешка · d1 белая ладья · g1 белый король | f8 чёрная ладья · g8 чёрный король · b7 чёрная пешка · f7 чёрная пешка · g7 чёрный слон · a6 чёрная пешка · b6 чёрный конь · c6 чёрная пешка · e6 чёрный ферзь · g6 чёрная пешка · h6 чёрная пешка · e5 чёрная пешка · b4 белая пешка · c4 белая пешка · e4 белая пешка · b3 белая пешка · e3 белый конь · f3 белый конь · g3 белая пешка · d2 белый ферзь · f2 белая пешка · g2 белая пешка · d1 белая ладья · g1 белый король | f8 чёрная ладья · g8 чёрный король · b7 чёрная пешка · f7 чёрная пешка · g7 чёрный слон · a6 чёрная пешка · b6 чёрный конь · c6 чёрная пешка · e6 чёрный ферзь · g6 чёрная пешка · h6 чёрная пешка · e5 чёрная пешка · b4 белая пешка · c4 белая пешка · e4 белая пешка · b3 белая пешка · e3 белый конь · f3 белый конь · g3 белая пешка · d2 белый ферзь · f2 белая пешка · g2 белая пешка · d1 белая ладья · g1 белый король | 2 |
| 1 | f8 чёрная ладья · g8 чёрный король · b7 чёрная пешка · f7 чёрная пешка · g7 чёрный слон · a6 чёрная пешка · b6 чёрный конь · c6 чёрная пешка · e6 чёрный ферзь · g6 чёрная пешка · h6 чёрная пешка · e5 чёрная пешка · b4 белая пешка · c4 белая пешка · e4 белая пешка · b3 белая пешка · e3 белый конь · f3 белый конь · g3 белая пешка · d2 белый ферзь · f2 белая пешка · g2 белая пешка · d1 белая ладья · g1 белый король | f8 чёрная ладья · g8 чёрный король · b7 чёрная пешка · f7 чёрная пешка · g7 чёрный слон · a6 чёрная пешка · b6 чёрный конь · c6 чёрная пешка · e6 чёрный ферзь · g6 чёрная пешка · h6 чёрная пешка · e5 чёрная пешка · b4 белая пешка · c4 белая пешка · e4 белая пешка · b3 белая пешка · e3 белый конь · f3 белый конь · g3 белая пешка · d2 белый ферзь · f2 белая пешка · g2 белая пешка · d1 белая ладья · g1 белый король | f8 чёрная ладья · g8 чёрный король · b7 чёрная пешка · f7 чёрная пешка · g7 чёрный слон · a6 чёрная пешка · b6 чёрный конь · c6 чёрная пешка · e6 чёрный ферзь · g6 чёрная пешка · h6 чёрная пешка · e5 чёрная пешка · b4 белая пешка · c4 белая пешка · e4 белая пешка · b3 белая пешка · e3 белый конь · f3 белый конь · g3 белая пешка · d2 белый ферзь · f2 белая пешка · g2 белая пешка · d1 белая ладья · g1 белый король | f8 чёрная ладья · g8 чёрный король · b7 чёрная пешка · f7 чёрная пешка · g7 чёрный слон · a6 чёрная пешка · b6 чёрный конь · c6 чёрная пешка · e6 чёрный ферзь · g6 чёрная пешка · h6 чёрная пешка · e5 чёрная пешка · b4 белая пешка · c4 белая пешка · e4 белая пешка · b3 белая пешка · e3 белый конь · f3 белый конь · g3 белая пешка · d2 белый ферзь · f2 белая пешка · g2 белая пешка · d1 белая ладья · g1 белый король | f8 чёрная ладья · g8 чёрный король · b7 чёрная пешка · f7 чёрная пешка · g7 чёрный слон · a6 чёрная пешка · b6 чёрный конь · c6 чёрная пешка · e6 чёрный ферзь · g6 чёрная пешка · h6 чёрная пешка · e5 чёрная пешка · b4 белая пешка · c4 белая пешка · e4 белая пешка · b3 белая пешка · e3 белый конь · f3 белый конь · g3 белая пешка · d2 белый ферзь · f2 белая пешка · g2 белая пешка · d1 белая ладья · g1 белый король | f8 чёрная ладья · g8 чёрный король · b7 чёрная пешка · f7 чёрная пешка · g7 чёрный слон · a6 чёрная пешка · b6 чёрный конь · c6 чёрная пешка · e6 чёрный ферзь · g6 чёрная пешка · h6 чёрная пешка · e5 чёрная пешка · b4 белая пешка · c4 белая пешка · e4 белая пешка · b3 белая пешка · e3 белый конь · f3 белый конь · g3 белая пешка · d2 белый ферзь · f2 белая пешка · g2 белая пешка · d1 белая ладья · g1 белый король | f8 чёрная ладья · g8 чёрный король · b7 чёрная пешка · f7 чёрная пешка · g7 чёрный слон · a6 чёрная пешка · b6 чёрный конь · c6 чёрная пешка · e6 чёрный ферзь · g6 чёрная пешка · h6 чёрная пешка · e5 чёрная пешка · b4 белая пешка · c4 белая пешка · e4 белая пешка · b3 белая пешка · e3 белый конь · f3 белый конь · g3 белая пешка · d2 белый ферзь · f2 белая пешка · g2 белая пешка · d1 белая ладья · g1 белый король | f8 чёрная ладья · g8 чёрный король · b7 чёрная пешка · f7 чёрная пешка · g7 чёрный слон · a6 чёрная пешка · b6 чёрный конь · c6 чёрная пешка · e6 чёрный ферзь · g6 чёрная пешка · h6 чёрная пешка · e5 чёрная пешка · b4 белая пешка · c4 белая пешка · e4 белая пешка · b3 белая пешка · e3 белый конь · f3 белый конь · g3 белая пешка · d2 белый ферзь · f2 белая пешка · g2 белая пешка · d1 белая ладья · g1 белый король | 1 |
|   | a | b | c | d | e | f | g | h |   |

В партии Ботвинник — Болеславский решающим стало владение белыми центральной вертикалью:
Чёрные пытаются противостоять давлению белых по линии «d».
26... Сf6
С намерением 27... Лd8.
27. с5! 
Однако белые находят возможность для вторжения белых на 7-ю горизонталь.
27... Кс8
28. Фd7 Ф:b3
29. Ф:b7 
Пешки ферзевого фланга становятся лёгкой добычей белого ферзя.
29... Cg5
30. K:g5 hg
31. Ф:a6
Выиграв пешку, впоследствии белые сумели реализовать материальный перевес. При этом белая ладья до конца партии занимала активную позицию на линии «d».